# Episodi di Fargo (prima stagione)
La prima stagione della serie televisiva Fargo, composta da dieci episodi, è stata trasmessa dal canale statunitense FX dal 15 aprile al 17 giugno 2014.
In Italia, la stagione è andata in onda in prima visione sul canale satellitare Sky Atlantic dal 16 dicembre 2014 al 10 febbraio 2015. È stata trasmessa in chiaro dal 4 marzo al 6 maggio 2015 su RSI LA1 in Svizzera e dal 14 gennaio all'11 febbraio 2016 su Rai 4 in Italia.
Il cast principale di questa stagione è composto da Billy Bob Thornton, Allison Tolman, Colin Hanks e Martin Freeman.
| n° | Titolo originale               | Titolo italiano                    | Prima TV USA   | Prima TV Italia  |
| -- | ------------------------------ | ---------------------------------- | -------------- | ---------------- |
| 1  | The Crocodile's Dilemma        | Il dilemma del coccodrillo         | 15 aprile 2014 | 16 dicembre 2014 |
| 2  | The Rooster Prince             | Il principe galletto               | 22 aprile 2014 | 16 dicembre 2014 |
| 3  | A Muddy Road                   | Una strada fangosa                 | 29 aprile 2014 | 23 dicembre 2014 |
| 4  | Eating the Blame               | Le piaghe della Bibbia             | 6 maggio 2014  | 30 dicembre 2014 |
| 5  | The Six Ungraspables           | Gli imprendibili 6                 | 13 maggio 2014 | 6 gennaio 2015   |
| 6  | Buridan's Ass                  | L'asino di Buridano                | 20 maggio 2014 | 13 gennaio 2015  |
| 7  | Who Shaves the Barber?         | Chi la fa l'aspetti                | 27 maggio 2014 | 20 gennaio 2015  |
| 8  | The Heap                       | Il puzzle                          | 3 giugno 2014  | 27 gennaio 2015  |
| 9  | A Fox, a Rabbit, and a Cabbage | Una volpe, un coniglio e un cavolo | 10 giugno 2014 | 3 febbraio 2015  |
| 10 | Morton's Fork                  | Il colpo di Morton                 | 17 giugno 2014 | 10 febbraio 2015 |

## Il dilemma del coccodrillo
- Titolo originale: The Crocodile's dilemma
- Diretto da: Adam Bernstein
- Scritto da: Noah Hawley

### Trama

Il primo incontro tra Lester Nygaard e Lorne Malvo

Minnesota, 2006. Lester Nygaard è un impiegato presso un'agenzia assicurativa nella piccola cittadina di Bemidji. Insoddisfatto nella vita professionale, nella quale dopo diversi anni non è ancora riuscito a ottenere una promozione, è infelice anche nella vita familiare. La moglie Pearl, infatti, non fa altro che sottolineare i suoi insuccessi, spesso umiliandolo e facendolo sentire inferiore al benestante fratello minore Chazz. Un giorno, per strada. Lester incontra un suo vecchio compagno di scuola, un bullo di cui era spesso vittima, Sam Hess, il quale non esita a ricordargli gli abusi che esercitava nei suoi confronti facendosi nuovamente scherno di lui. Durante l'incontro, a cui sono presenti anche i due figli di Sam, lo stesso Sam fa il gesto di picchiare Lester e lui finisce involontariamente per sbattere la testa contro una vetrina, ferendosi il naso. Al pronto soccorso, nella sala d'attesa, incontra uno sconosciuto interessato alla storia della sua ferita: si tratta di Lorne Malvo, un killer professionista appena arrivato in città per portare al termine un omicidio su commissione. Lorne ascolta quanto accaduto a Lester e cerca di persuaderlo a organizzare una ritorsione, affermando che lui al suo posto l'avrebbe ucciso. Alla fine della conversazione, Lorne si offre di uccidere Sam, chiedendo una secca risposta a Lester, il quale pur non dicendo di sì, non esplicita un rifiuto, forse non pensando che lo sconosciuto parlasse seriamente (in realtà c'è un malinteso: Lester sta rispondendo di sì all'infermiera che lo chiama per la visita e Lorne lo prende come un assenso).
Lorne rintraccia presto Sam e lo uccide piantandogli un coltello in testa, mentre Sam sta avendo un rapporto sessuale con una prostituta. Il capo del locale dipartimento di polizia, Vern Thurman, la cui moglie Ida è incinta, inizia subito le indagini con l'assistenza della giovane e brillante agente Molly Solverson, figlia di Lou, il proprietario di un ristorante. Mentre indagava anche sul primo omicidio compiuto da Lorne in città, quello su commissione (in cui un uomo in mutande nel portabagagli della macchina di Lorne, esce perché il killer va fuori strada e muore congelato appoggiato a un albero), Molly scopre da un'infermiera che Lester e uno sconosciuto avevano parlato di Sam Hess. Vern decide quindi di andare a parlare con Lester. Quest'ultimo, nel frattempo, ha un nuovo litigio con la moglie che lo sminuisce pesantemente per l'ennesima volta e, sull'onda emotiva dell'esperienza vissuta con Lorne, perde il controllo e la colpisce con un martello in testa, uccidendola. Subito dopo, preso dal panico, chiede aiuto a Lorne. Quando Vern arriva a casa sua, Lester tenta di nascondere l'omicidio della moglie, ma Vern se ne accorge notando le macchie di sangue sul pavimento. In quel momento, arriva Lorne, che uccide il poliziotto con il fucile di Lester per poi darsi alla fuga, allora lui, rimasto solo con la moglie morta, si infligge un colpo alla testa, in modo poi da poter fingere di essere rimasto anche lui vittima di un'aggressione.
Lorne, durante il suo allontanamento dalla cittadina (avvenuto con l'auto di Lester), viene fermato a un posto di blocco dall'agente del dipartimento di polizia di Duluth Gus Grimly. L'uomo, padre single, viene convinto da Lorne, che lo minaccia e lo intimorisce astutamente, a lasciarlo andare senza fare controlli.
- Guest star: Bob Odenkirk (Bill Oswalt), Keith Carradine (Lou Solverson), Kate Walsh (Gina Hess), Josh Close (Chazz Nygaard), Joey King (Greta Grimly), Shawn Doyle (Vern Thurman), Brian Markinson (Max Gold), Kelly Holden Bashar (Pearl Nygaard), Tom Musgrave (Bo Munk), Julie Ann Emery (Ida Thurman), Rachel Blanchard (Kitty Nygaard).
- L'episodio ha una durata di 70 minuti, a differenza del resto degli episodi, dalla tradizionale durata di 45 minuti circa.

## Il principe galletto
- Titolo originale: The Rooster Prince
- Diretto da: Adam Bernstein
- Scritto da: Noah Hawley

### Trama
Lorne arriva a Duluth per il suo prossimo incarico: viene ingaggiato dal magnate Stavros Milos, titolare di una catena di supermercati di successo, per trovare la persona che sta cercando di ricattarlo. Lorne non impiega molto a scoprire il principale sospettato, la moglie Helena dalla quale sta divorziando, con la possibile complicità del fidato personal trainer Don Chumph. Nel frattempo, a Bemidji, Bill Oswalt rimpiazza l'ormai defunto Vern Thurman come capo del dipartimento. Molly Solverson, scontrandosi con le sue capacità investigative limitate, finisce con l'essere allontanata dal caso degli omicidi avvenuti in casa Nygaard, venendo assegnata da Bill solo al caso della prima vittima di Lorne Malvo in città, ancora non identificata. Al contrario di Molly, infatti, Bill non crede che i casi siano collegati, prediligendo l'ipotesi della semplice coincidenza per spiegare come violenti omicidi siano stati commessi a poche ore di distanza nella stessa cittadina.
A Bemidji, inoltre, mentre Lester accetta l'accoglienza del fratello per non rimanere nella casa dove ha ucciso sua moglie, arrivano due membri della criminalità organizzata della non lontana Fargo, con la quale Sam Hess era colluso. Ai due, Mr. Numbers e Mr. Wrench, su sollecitazione del collaboratore di Sam Max Gold, viene dato l'incarico di trovare l'uomo che ha ucciso quello che era il titolare della locale agenzia di trasporti.
- Guest star: Bob Odenkirk (Bill Oswalt), Keith Carradine (Lou Solverson), Josh Close (Chazz Nygaard), Adam Goldberg (Mr. Numbers), Russell Harvard (Mr. Wrench), Glenn Howerton (Don Chumph), Brian Markinson (Max Gold), Tom Musgrave (Bo Munk), Joey King (Greta Grimly), Julie Ann Emery (Ida Thurman), Rachel Blanchard (Kitty Nygaard), Peter Breitmayer (tenente Schmidt), Barry Flatman (Wally Semenchko), Oliver Platt (Stavros Milos).

## Una strada fangosa
- Titolo originale: A Muddy Road
- Diretto da: Randall Einhorn
- Scritto da: Noah Hawley

### Trama
Lorne si confronta con Don Chumph, il personal trainer che ha inviato la lettera ricattatoria a Stavros Milos, poiché vede un'impronta di abbronzante sul foglio ed è facile per lui identificarne l'artefice. L'uomo, in realtà, non sa niente dei segreti di Stavros, dato che agisce per conto proprio, solo dopo aver sentito la moglie del magnate vagamente accennare a loschi giri di denaro. Lorne decide apparentemente di graziare Don, assumendo personalmente le redini del ricatto, innalzando la cifra di denaro richiesta e uccidendo il cane di Stavros. Nel frattempo, Lester Nygaard ritorna sul posto di lavoro e, come primo incarico, incontrare Gina Hess (vedova di Sam e madre dei figli Mickey e Moe) per spiegarle alcuni dettagli sull'assicurazione sulla vita del marito. L'agente Molly Solverson, intanto, non rassegnandosi agli ordini del suo superiore, continua a indagare anche su Lester. Dopo aver identificato la prima vittima di Lorne in Bemidji, esaminando il video di sorveglianza del luogo presso il quale lavorava, ottiene un'immagine del killer. Mostrando con astuzia la foto a Lester, intuisce che i due si conoscono e più tardi ne avrà la conferma definitiva.
L'agente Gus Grimly di Duluth, infatti, confessa al suo superiore di aver incontrato il potenziale sospettato degli omicidi di Bemidji; avendo per scrupolo esaminato la macchina che stava guidando Lorne la notte degli omicidi, aveva scoperto che apparteneva a Lester. Gus, quindi, va a Bemidji e confessa il suo errore a Molly, alla quale Lester aveva mentito riguardo alla sua macchina, dicendo che fosse dal meccanico, invece era stata presa da Lorne per allontanarsi da casa sua, dopo l'omicidio di Vern.
- Guest star: Bob Odenkirk (Bill Oswalt), Keith Carradine (Lou Solverson), Kate Walsh (Gina Hess), Josh Close (Chazz Nygaard), Adam Goldberg (Mr. Numbers), Russell Harvard (Mr. Wrench), Glenn Howerton (Don Chumph), Joey King (Greta Grimly), Tom Musgrave (Bo Munk), Susan Park (Linda Park), Barry Flatman (Wally Semenchko), Peter Breitmayer (tenente Schmidt), Oliver Platt (Stavros Milos).

## Le piaghe della Bibbia
- Titolo originale: Eating the Blame
- Diretto da: Randall Einhorn
- Scritto da: Noah Hawley

### Trama
La puntata si apre mostrando come Stavros Milos abbia trovato i soldi con i quali ha costruito dal niente il suo impero: nel 1987, ai bordi della strada innevata, con la macchina rimasta senza benzina, dopo aver pregato in preda alla disperazione, trova una valigia piena di banconote. Questo è il collegamento tra la serie TV e il film Fargo del 1996, in quanto si tratta del riscatto sepolto sotto la neve da uno dei rapitori protagonisti del film, ambientato proprio nel 1987.
Casualmente, Gus Grimly incontra Lorne per strada, quindi decide di arrestarlo e portarlo in centrale. Il killer non oppone resistenza, sicuro di venire presto rilasciato. E, infatti, nell'incredulità di Gus, appena due ore dopo Lorne ritorna in libertà, riuscendo facilmente a convincere il tenente Schmidt e il nuovo capo della polizia di Bemidji, Bill Oswalt, di essere stato scambiato per qualcun altro, presentandosi con la falsa identità di un rispettato pastore e un alibi di ferro. Tornato in libertà, Lorne continua la sua opera di ricatto nei confronti di Stavros Milos, ispirandosi alle bibliche Piaghe d'Egitto.
Nel frattempo, Lester viene rapito dai killer in cerca dell'uomo che ha ucciso Sam Hess, Mr. Numbers e Mr. Wrench, credendolo l'assassino dopo aver visto la vedova della vittima in atteggiamenti lussuriosi in sua compagnia, durante il loro incontro per discutere del risarcimento assicurativo. Lester riesce a scappare prima di iniziare ad essere torturato presso l'isolato lago ghiacciato nei dintorni di Bemidji, facendosi volontariamente arrestare durante la fuga da un agente di polizia. Più tardi, però, Mr. Numbers e Mr. Wrench si faranno arrestare per una rissa tra loro stessi in un bar, e finiranno rinchiusi nella stessa cella occupata da Lester.
- Guest star: Bob Odenkirk (Bill Oswalt), Keith Carradine (Lou Solverson), Josh Close (Chazz Nygaard), Adam Goldberg (Mr. Numbers), Russell Harvard (Mr. Wrench), Glenn Howerton (Don Chumph), Barry Flatman (Wally Semenchko), Peter Breitmayer (tenente Schmidt), Gary Valentine (agente Knudsen), Oliver Platt (Stavros Milos).

## Gli imprendibili 6
- Titolo originale: The Six Ungraspables
- Diretto da: Colin Bucksey
- Scritto da: Noah Hawley

### Trama
Mr. Numbers e Mr. Wrench riescono a costringere Lester a confessare quanto sa sull'omicidio di Sam Hess, il quale indica loro Lorne Malvo come il colpevole. Più tardi, dopo essere stati rilasciati, riescono anche a mettere le mani sulla foto che la polizia sta usando per cercare di rintracciare Malvo, il quale, intanto, è riuscito a convincere Stavros Milos a pagare il denaro richiesto sotto ricatto. Nel frattempo, Molly condivide con il suo nuovo capo, Bill, le nuove informazioni acquisite indagando su Lester, avendo scoperto che l'assicuratore, la notte degli omicidi avvenuti nella sua abitazione, aveva telefonato a Lorne presso il motel nel quale sostava. Questa volta, anche Bill si convince che tutti gli omicidi sono collegati e Lester ne è coinvolto.
- Guest star: Bob Odenkirk (Bill Oswalt), Adam Goldberg (Mr. Numbers), Russell Harvard (Mr. Wrench), Glenn Howerton (Don Chumph), Joey King (Greta Grimly), Shawn Doyle (Vern Thurman), Julie Ann Emery (Ida Thurman), Kelly Holden Bashar (Pearl Nygaard), Barry Flatman (Wally Semenchko), Gary Valentine (agente Knudsen), Oliver Platt (Stavros Milos).

## L'asino di Buridano
- Titolo originale: Buridan's Ass
- Diretto da: Colin Bucksey
- Scritto da: Noah Hawley

### Trama
Lester, a causa della ferita alla mano procuratosi la notte degli omicidi, è ricoverato in ospedale, piantonato da un agente. Anche se non è ancora stato sottoposto a un interrogatorio, ormai la polizia, infatti, lo considera ufficialmente un sospettato. Il fratello Chazz, appreso tutto ciò, va a visitarlo dicendogli che non lo supporterà più. Per vendicarsi, aiutato dalla fortuna, Lester riesce sorprendentemente ad allontanarsi dall'ospedale senza essere notato (sostituendosi al suo vicino di letto), andare a casa sua e recuperare il martello con il quale ha ucciso la moglie e nasconderlo a casa di Chazz, per poi ritornare in ospedale, compiaciuto dalla riuscita dell'impresa.
Stavros, intanto, durante la consegna del riscatto, cambia idea, decidendo di seguire quelle che crede indicazioni divine, piazzando il denaro lungo la strada dove molti anni prima ne aveva casualmente rinvenuta una grande quantità (questo è il collegamento tra la serie TV e il film Fargo del 1996, in quanto si tratta del riscatto sepolto sotto la neve nel 1987 da uno dei rapitori protagonisti del film). Ciò non gli porterà però pace, poiché il figlio rimarrà ucciso in un incidente stradale. Malvo, per cautelarsi contro la possibilità che Stavros contatti la polizia, decide di far morire il complice Don, orchestrando una sparatoria che vede quest'ultimo ucciso dalla polizia, che entra nell'edificio da cui provengono i colpi (Lorne, infatti, attacca Don a un fucile, che spara nonostante non sia lui a farlo). Durante il suo allontanamento, Malvo viene raggiunto da Mr. Numbers e Mr. Wrench, sulle sue tracce con l'ordine del capomafia di ucciderlo. Ne segue una nuova sparatoria, ma Malvo, aiutato dalla visibilità ridotta da una tormenta, riesce a salvarsi, uccidendo Mr. Numbers. Sul posto, arrivano anche Molly e l'agente Gus, che erano in un locale non lontano da lì. Molly rimane ferita a terra, colpita dal collega Gus, il quale, colto dal panico, aveva sparato nonostante la ridotta visibilità.
- Guest star: Glenn Howerton (Don Chumph), Adam Goldberg (Mr. Numbers), Russell Harvard (Mr. Wrench), Josh Close (Chazz Nygaard), Barry Flatman (Wally Semenchko), Rachel Blanchard (Kitty Nygaard), Peter Breitmayer (tenente Schmidt), Gary Valentine (agente Knudsen), Oliver Platt (Stavros Milos).
- La canzone che si può ascoltare durante i titoli di coda dell'episodio è Piccola, cantata da Adriano Celentano e da Anita Traversi[2].

## Chi la fa l'aspetti
- Titolo originale: Who Shaves the Barber?
- Diretto da: Scott Winant
- Scritto da: Noah Hawley

### Trama
Molly si risveglia in ospedale, apprendendo che, nonostante i danni alla milza, potrà presto essere dimessa. Mentre è sempre più vicina a collegare tutti gli eventi accaduti che coinvolgono Malvo, Lester e i sicari con i quali è rimasta coinvolta nella sparatoria di Fargo (nella quale sono morte 22 persone), Bill si lascia nuovamente manipolare da Lester. La polizia, infatti, rinviene a casa di Chazz le false prove piazzate dal fratello (il martello insanguinato, trovato nel garage dopo che il figlio di Chazz aveva portato una pistola nello zaino di scuola e un paio di foto provocanti di Pearl), credendo poi alla versione dei fatti esposta da Lester, il quale spiega come Chazz avesse una relazione con sua moglie e come sarebbe stato l'autore degli omicidi. Chazz, che capisce subito di essere stato incastrato dal fratello, si ritrova quindi, suo malgrado, arrestato. Lester, intanto, ritornato a lavorare, decide di sfruttare la sua posizione di assicuratore con la vedova di Sam Hess, che aspetta invano il premio assicurativo per la morte del marito, riuscendo a portarsela a letto, facendole credere che i soldi ci sono, nonostante si debbano compilare una serie di scartoffie burocratiche (ma sapendo in realtà che non le verrà corrisposto niente, poiché Sam aveva smesso da tempo di pagare le rette).
Nel frattempo, Lorne rintraccia, a Fargo, nel Nord Dakota, i mafiosi mandanti dell'attentato alla sua vita: li uccide in una violenta sparatoria, nonostante la gang venisse sorvegliata da due agenti dell'FBI, che, all'arrivo della polizia, si lasciano sfuggire il killer.
- Guest star: Bob Odenkirk (Bill Oswalt), Keith Carradine (Lou Solverson), Josh Close (Chazz Nygaard), Kate Walsh (Gina Hess), Joey King (Greta Grimly), Russell Harvard (Mr. Wrench), Tom Musgrave (Bo Munk), Gary Valentine (agente Knudsen), Rachel Blanchard (Kitty Nygaard), Keegan-Michael Key (Bill Budge), Jordan Peele (Webb Pepper).

## Il puzzle
- Titolo originale: The Heap
- Diretto da: Scott Winant
- Scritto da: Noah Hawley

### Trama
Molly, rientrata in servizio, prova subito a discutere dell'arresto di Chazz Nygaard, tentando di spiegare a Bill come sia nuovamente in errore. Tuttavia, lui non vuole sentire ragioni, dando ormai il caso per chiuso. Molly è quindi costretta a rassegnarsi, ma proverà comunque a rendere giustizia al suo ex capo.
Un anno più tardi, infatti, Molly, ora incinta e sposata con Gus, il quale ha lasciato la polizia per realizzare il suo sogno d'infanzia, diventare un postino, tenta di attirare l'attenzione dell'FBI sulle connessioni tra gli omicidi di Bemidji e quelli compiuti da Lorne a Fargo, chiamando al telefono più volte. L'agenzia federale, tuttavia, ha già archiviato il caso sulla sparatoria di Fargo, facendo arrestare la persona sbagliata.
Lester, a un anno di distanza, ha dato una svolta alla sua vita, ritrovandosi assicuratore di successo, sposato con Linda, la ragazza che lavorava presso la sua agenzia di assicurazioni. Tuttavia, la sua rinnovata tranquillità viene scombussolata quando nota la presenza di Malvo nella sala bar del locale presso il quale ha appena ritirato un premio.
- Guest star: Bob Odenkirk (Bill Oswalt), Keith Carradine (Lou Solverson), Joey King (Greta Grimly), Kate Walsh (Gina Hess), Russell Harvard (Mr. Wrench), Tom Musgrave (Bo Munk), Stephen Root (cliente del bar), Helena Mattsson (Jemma Stalone), Julie Ann Emery (Ida Thurman), Rachel Blanchard (Kitty Nygaard), Susan Park (Linda Park), Gary Valentine (agente Knudsen), Keegan-Michael Key (Bill Budge), Jordan Peele (Webb Pepper).

## Una volpe, un coniglio e un cavolo
- Titolo originale: A Fox, a Rabbit, and a Cabbage
- Diretto da: Matt Shakman
- Scritto da: Noah Hawley

### Trama
La contemporanea presenza di Malvo e Lester presso il locale di Las Vegas era una pura coincidenza; il killer era sul luogo in compagnia di persone che da mesi ormai stava manipolando per raggiungere un uomo nascosto dagli agenti federali in regime di protezione di testimoni. Quando Lester scorge Malvo, non si trattiene alla tentazione di presentarsi da lui, facendo quasi saltare la sua copertura. Lorne prova ad allontanarlo, ma quando Lester continua ad insistere sul fatto di conoscerlo, quest'ultimo uccide le persone con le quali era in compagnia. Lester, spaventato, prova a colpire il killer alla testa e fuggire, rientrando in Bemidji con la moglie con un giorno di anticipo. Il killer, intenzionato a vendicarsi, segue Lester, ritornando anche lui a Bemidji. Nonostante Lester tenti di continuare la fuga improvvisando la pianificazione di un viaggio ad Acapulco, le cose non vanno per lui nel verso sperato. Prima viene rallentato dall'agente Solverson, che su segnalazione della polizia di Las Vegas, si reca da lui per raccogliere una testimonianza sugli omicidi della sera precedente, poi ci sarà Malvo ad attenderlo nel suo negozio dove deve recarsi per ritirare i passaporti. Anticipando la mossa dell'assassino, manda a ritirare i documenti la moglie, facendole indossare il proprio cappotto con la scusa di non farle prendere freddo ed invitandola ad abbassare il cappuccio. Ella, ignara della situazione e scambiata per il marito, finirà uccisa al suo posto dal sicario.
Nel frattempo, Molly è raggiunta dagli agenti dell'FBI Bill Budge e Webb Pepper, i quali, quando avevano avuto notizia della sua segnalazione sul massacro di Fargo, ritenuta infondata da chi indagava sul caso ormai chiuso, si precipitano a Bemidji per approfondire la sua teoria.
- Guest star: Bob Odenkirk (Bill Oswalt), Keith Carradine (Lou Solverson), Joey King (Greta Grimly), Susan Park (Linda Park), Stephen Root (collega dentista di Malvo), Helena Mattsson (Jemma Stalone), Keegan-Michael Key (Bill Budge), Jordan Peele (Webb Pepper).

## Il colpo di Morton
- Titolo originale: Morton's Fork
- Diretto da: Matt Shakman
- Scritto da: Noah Hawley

### Trama
Lester viene interrogato dalla polizia, ma si rifiuta di collaborare. Lorne, intanto, continua a pianificare la sua esecuzione, non soddisfatto dell'aver già ucciso la moglie. Molly, avendo capito che Lorne sta dando la caccia a Lester, senza perdere tempo con quest'ultimo, lo fa andare a casa, intenzionata a utilizzarlo come esca. Gli agenti dell'FBI lo sorvegliano, mentre altri agenti della polizia locale organizzano posti di blocco nella città. Nel frattempo, Bill confessa a Molly di aver intenzione di abbandonare la sua posizione, designando lei come prossimo sceriffo.
Lorne, dopo aver sabotato la richiesta di rinforzi effettuata dai due agenti dell'FBI (scopre il nome dei due agenti che collaborano con la polizia locale e dice di ignorare la richiesta di rinforzi), raggiunge l'abitazione di Lester, uccidendo i due agenti e irrompendo in casa. Lester, con astuzia, riesce però a ferirlo con una tagliola e a metterlo in fuga. Rifugiatosi in una baita, trova ad attenderlo Gus, che aveva già scoperto casualmente il suo nascondiglio. Gus, senza pensarci due volte, lo uccide a colpi di pistola. Più tardi, la polizia trova, tra gli effetti personali di Lorne, una registrazione telefonica che individua definitivamente Lester come l'assassino della sua prima moglie. Lester, accortosi di essere stato oramai scoperto, prova a darsi a una fuga disperata, ma dopo due settimane, braccato dalla polizia, finisce per sprofondare sotto la superficie lievemente ghiacciata del lago del Glacier National Park.
- Guest star: Bob Odenkirk (Bill Oswalt), Keith Carradine (Lou Solverson), Joey King (Greta Grimly), Susan Park (Linda Park), Gary Valentine (agente Knudsen), Keegan-Michael Key (Bill Budge), Jordan Peele (Webb Pepper).